# 萤点石斑鱼
萤点石斑鱼（学名：Epinephelus caeruleopunctatus）为鮨科石斑鱼属的鱼类，俗名蓝点石斑鱼。

## 扩展阅读
維基物種上的相關：萤点石斑鱼